# Otto van Vermandois
Otto van Vermandois (ca. 990 – 25 mei 1045) was een jongere zoon van Herbert III van Vermandois uit het karolingische huis der Herbertijnen en Ermengarde. In 1010 volgde hij zijn broer Albert op, die afstand had gedaan van het graafschap om zich terug te trekken in de abdij van Homblières. Enkele tijd nadien verliet zijn broer Albert II echter het klooster en diende Otto het graafschap terug te geven. Bij de dood van Albert II in 1021, volgde Otto zijn broer een tweede keer op als graaf van Vermandois. Otto heeft een schenking gedaan aan de Notre-Dame de Homblières.
Otto was gehuwd met een zeker Pavia, en werd vader van:
- Herbert IV (ook Herbert VI genoemd)
- mogelijk Simon, de mogelijke stamvader van de heren van Ham (Somme)
- mogelijk Peter

## Voorouders
| Voorouders van Otto van Vermandois (990–1045) | Voorouders van Otto van Vermandois (990–1045)                               | Voorouders van Otto van Vermandois (990–1045)                              | Voorouders van Otto van Vermandois (990–1045)                     | Voorouders van Otto van Vermandois (990–1045)                     |                                                                   |
| --------------------------------------------- | --------------------------------------------------------------------------- | -------------------------------------------------------------------------- | ----------------------------------------------------------------- | ----------------------------------------------------------------- | ----------------------------------------------------------------- |
| Overgrootouders                               | Herbert II van Vermandois (884-943) ∞ 907 Adelheid van Bourgondië (890-943) | Giselbert II (885-939) ∞ 928 Gerberga van Saksen (913-984)                 | ? (-) ∞ ? (-)                                                     | ? (-) ∞ ? (-)                                                     |                                                                   |
| Grootouders                                   | Albert I van Vermandois (931-987) ∞ 954 Gerberga van Lotharingen (935-978)  | Albert I van Vermandois (931-987) ∞ 954 Gerberga van Lotharingen (935-978) | ? (-) ∞ ? (-)                                                     | ? (-) ∞ ? (-)                                                     |                                                                   |
| Ouders                                        | Herbert III van Vermandois (954-1000) ∞ 987 Ermengarde (945-1015)           | Herbert III van Vermandois (954-1000) ∞ 987 Ermengarde (945-1015)          | Herbert III van Vermandois (954-1000) ∞ 987 Ermengarde (945-1015) | Herbert III van Vermandois (954-1000) ∞ 987 Ermengarde (945-1015) | Herbert III van Vermandois (954-1000) ∞ 987 Ermengarde (945-1015) |